# Kim Milton Nielsen
Kim Milton Nielsen (Koppenhága, 1960. augusztus 3. –) dán nemzetközi  labdarúgó-játékvezető. Jelenleg Ballerupban lakik, egy IT (játék) kereskedelmi cég menedzsere.

## Pályafutása

### Nemzeti játékvezetés
Játékvezetésből 1975-ben vizsgázott, alig 16 éves volt, amikor első mérkőzésén fújta a sípot, 1986-ban lett az I. Liga játékvezetője. Sokáig Peter Mikkelsen mögött csak a második számú dán bírónak számított. Az aktív nemzeti játékvezetéstől 2006-ban vonult vissza.

#### Nemzeti kupamérkőzések
Vezetett Kupa-döntők száma: 1.

##### Dán labdarúgókupa
Nemzeti pályafutást a döntő vezetésével lezárta.
| Időpont         | Helyszín                   | Mérkőzés típusa | Mérkőzés              | Eredmény | Nézők száma |
| --------------- | -------------------------- | --------------- | --------------------- | -------- | ----------- |
| 2006. május 11. | Parken Stadion, Koppenhága | döntő           | Randers FC–Esbjerg fB | 1 – 0    | 23 825      |

### Nemzetközi játékvezetés
A Dán labdarúgó-szövetség Játékvezető Bizottsága (JB) terjesztette fel nemzetközi játékvezetőnek, a Nemzetközi Labdarúgó-szövetség (FIFA) 1988-tól tartotta nyilván bírói keretében. Több nemzetek közötti válogatott és klubmérkőzést vezetett, vagy működő társának partbíróként segített. FIFA JB besorolás szerint első kategóriás bíró. Működésének idején a világ egyik legkiválóbb játékvezetője. A dán nemzetközi játékvezetők rangsorában, a világbajnokság-Európa-bajnokság sorrendjében az 1. helyet foglalja el 30 találkozó szolgálatával. Az UEFA által szervezett labdarúgó kupasorozatokban összesen 84 mérkőzést vezetett, amivel az 1. helyen áll. Az aktív nemzetközi játékvezetéstől 2005-ben a FIFA 45 éves korhatárát elérve búcsúzott. Búcsúmérkőzése 2005 decemberében az Olimpiakosz–Real Madrid CF (2–1) BL selejtező mérkőzésen volt. Nemzetközi mérkőzéseinek száma: 154. Válogatott mérkőzéseinek száma: 42.

#### Labdarúgó-világbajnokság
Hollandia rendezte az első, az 1989-es futsal-világbajnokságot, ahol a FIFA JB bíróként/segédbíróként foglalkoztatta. A futsal mérkőzéseket kettő játékvezető összehangolt szolgálattal vezeti.

##### U20-as labdarúgó-világbajnokság
Ausztrália rendezte a 9., az 1993-as ifjúsági labdarúgó-világbajnokságot, ahol a FIFA JB bemutatta a nemzetközi résztvevőknek.

###### 1993-as ifjúsági labdarúgó-világbajnokság
| Időpont           | Helyszín                        | Mérkőzés típusa              | Mérkőzés             | Eredmény | Nézők száma |
| ----------------- | ------------------------------- | ---------------------------- | -------------------- | -------- | ----------- |
| 1993. március 5.  | Allianz Stadion, Sydney         | csoportmérkőzés (A. csoport) | Ausztrália–Kolumbia  | 2 – 1    | 31 883      |
| 1993. március 11. | Allianz Stadion, Sydney         | csoportmérkőzés (A. csoport) | Kolumbia–Oroszország | 1 – 3    | 27 581      |
| 1993. március 14. | Football Park Stadion, Adelaide | egyik negyeddöntő            | Brazília–Amerika     | 3 – 0    | 12 000      |

---
Négy világbajnoki döntőhöz vezető úton Amerikai Egyesült Államokba a XV., az 1994-es labdarúgó-világbajnokságra, Franciaországba a XVI., az 1998-as labdarúgó-világbajnokságra, Dél-Koreába és Japánba a XVII., a 2002-es labdarúgó-világbajnokságra valamint Németországba a XVIII., a 2006-os labdarúgó-világbajnokságra a FIFA JB bíróként alkalmazta. Világbajnokságon vezetett mérkőzéseinek száma: 5.

##### 1994-es labdarúgó-világbajnokság

###### Selejtező mérkőzés
| Időpont           | Helyszín                          | Mérkőzés típusa           | Mérkőzés              | Eredmény | Nézők száma |
| ----------------- | --------------------------------- | ------------------------- | --------------------- | -------- | ----------- |
| 1993. március 31. | Wankdorf Stadion, Bern            | előselejtező (1. csoport) | Svájc–Portugália      | 1 – 1    | 31 000      |
| 1993. június 2.   | Všešportový areál Stadion, Košice | előselejtező (4. csoport) | Csehszlovákia–Románia | 5 – 2    | 15 000      |

##### 1998-as labdarúgó-világbajnokság
Selejtező mérkőzéseket az UEFA és az AFC zónákban vezetett.

###### Selejtező mérkőzés
| Időpont             | Helyszín                       | Mérkőzés típusa           | Mérkőzés                  | Eredmény | Nézők száma |
| ------------------- | ------------------------------ | ------------------------- | ------------------------- | -------- | ----------- |
| 1996. október 5.    | Olimpiai Stadion, Kijev        | előselejtező (9. csoport) | Ukrajna–Portugália        | 2 – 1    | 51 385      |
| 1997. április 2.    | Silesian Stadion, Chorzów      | előselejtező (2. csoport) | Lengyelország–Olaszország | 0 – 0    | 32 000      |
| 1997. szeptember 6. | Feijenoord Stadion, Rotterdam  | előselejtező (7. csoport) | Hollandia–Belgium         | 3 – 1    | 55 000      |
| 1997. november 12.  | Jassim Bin Hamad Stadion, Doha | előselejtező (2. forduló) | Katar–Szaúd-Arábia        | 0 – 1    |             |

###### Világbajnoki mérkőzés
Európa egyik legjobb játékvezetőjeként érkezett, sokan még a döntő levezetésére is esélyesnek tartották. Az argentin – angol nyolcaddöntő mérkőzésen történt események miatt - a sportpolitika áldozataként egy vélt büntető meg nem adása - miatt nem foglalkoztatták tovább.
| Időpont          | Helyszín                                 | Mérkőzés típusa              | Mérkőzés                | Eredmény | Nézők száma |
| ---------------- | ---------------------------------------- | ---------------------------- | ----------------------- | -------- | ----------- |
| 1998. június 21. | Félix Bollaert Stadion, Lens             | csoportmérkőzés (F. csoport) | Németország–Jugoszlávia | 2 – 2    | 38 100      |
| 1998. június 30. | Geoffroy-Guichard Stadion, Saint-Étienne | egyik nyolcaddöntő           | Argentína–Anglia        | 2 – 2    | 30 600      |

##### 2002-es labdarúgó-világbajnokság

###### Selejtező mérkőzés
| Időpont             | Helyszín                      | Mérkőzés típusa           | Mérkőzés          | Eredmény | Nézők száma |
| ------------------- | ----------------------------- | ------------------------- | ----------------- | -------- | ----------- |
| 2000. szeptember 2. | Hardturm Stadion, Zürich      | előselejtező (1. csoport) | Svájc–Oroszország | 0 – 1    | 14 500      |
| 2001. március 243.  | Hampden Park Stadion, Glasgow | előselejtező (6. csoport) | Skócia–Belgium    | 2 – 2    |             |
| 2001. november 10.  | Bežigrad Stadion, Ljubljana   | rájátszás                 | Szlovénia–Románia | 2 – 1    | 8500        |

###### Világbajnoki mérkőzés
| Időpont          | Helyszín                       | Mérkőzés típusa              | Mérkőzés             | Eredmény | Nézők száma |
| ---------------- | ------------------------------ | ---------------------------- | -------------------- | -------- | ----------- |
| 2002. június 5.  | Világbajnoki Stadion, Kasima   | csoportmérkőzés (E. csoport) | Németország–Írország | 1 – 1    | 35 854      |
| 2002. június 14. | Városi Stadion, Sidzuoka       | csoportmérkőzés (H. csoport) | Belgium–Oroszország  | 3 – 2    | 46 640      |
| 2002. június 26. | Világbajnoki Stadion, Szajtama | egyik elődöntő               | Brazília–Törökország | 1 – 0    | 61 058      |

##### 2006-os labdarúgó-világbajnokság

###### Selejtező mérkőzés
| Időpont             | Helyszín                        | Mérkőzés típusa           | Mérkőzés                       | Eredmény | Nézők száma |
| ------------------- | ------------------------------- | ------------------------- | ------------------------------ | -------- | ----------- |
| 2004. október 9.    | El Sardinero Stadion, Santander | előselejtező (7. csoport) | Spanyolország–Belgium          | 2 – 0    | 17 000      |
| 2005. június 4.     | Nemzeti Stadion, Szófia         | előselejtező (8. csoport) | Bulgária–Horvátország          | 1 – 3    | 35 000      |
| 2005. szeptember 3. | Red Star Stadion, Belgrád       | előselejtező (7. csoport) | Szerbia és Montenegró–Litvánia | 2 – 0    | 20 203      |
| 2005. október 12.   | Old Trafford, Manchester        | előselejtező (6. csoport) | Anglia–Lengyelország           | 2 – 1    | 65 467      |

#### Labdarúgó-Európa-bajnokság
Dánia rendezte a 7., az 1989-es U16-os labdarúgó-Európa-bajnokságot, ahol az UEFA JB bemutatta az európai labdarúgó-válogatottak részére.
---
Négy európai labdarúgó torna döntőjéhez vezető úton Svédországba a IX., az 1992-es labdarúgó-Európa-bajnokságra, Angliába a X., az 1996-os labdarúgó-Európa-bajnokságra, Belgiumba és Hollandiába a XI., a 2000-es labdarúgó-Európa-bajnokságra valamint Portugáliába a XII., a 2004-es labdarúgó-Európa-bajnokságra az UEFA JB játékvezetőként foglalkoztatta.

##### 1992-es labdarúgó-Európa-bajnokság

###### Selejtező mérkőzés
| Időpont           | Helyszín                       | Mérkőzés típusa           | Mérkőzés              | Eredmény | Nézők száma |
| ----------------- | ------------------------------ | ------------------------- | --------------------- | -------- | ----------- |
| 1990. október 31. | Stade Josy Barthel, Luxembourg | előselejtező (5. csoport) | Luxemburg–Németország | 2 – 3    | 8045        |

##### 1996-os labdarúgó-Európa-bajnokság

###### Selejtező mérkőzés
| Időpont           | Helyszín                  | Mérkőzés típusa           | Mérkőzés        | Eredmény | Nézők száma |
| ----------------- | ------------------------- | ------------------------- | --------------- | -------- | ----------- |
| 1995. október 11. | Nemzeti Stadion, Ta’ Qali | előselejtező (5. csoport) | Málta–Hollandia | 0 – 4    | 10 502      |

###### Európa-bajnoki mérkőzés
| Időpont          | Helyszín                 | Mérkőzés típusa              | Mérkőzés                | Eredmény | Nézők száma |
| ---------------- | ------------------------ | ---------------------------- | ----------------------- | -------- | ----------- |
| 1996. június 16. | Old Trafford, Manchester | csoportmérkőzés (C. csoport) | Németország–Oroszország | 3 – 0    | 50 760      |

##### 2000-es labdarúgó-Európa-bajnokság

###### Selejtező mérkőzés
| Időpont             | Helyszín                     | Mérkőzés típusa           | Mérkőzés                | Eredmény | Nézők száma |
| ------------------- | ---------------------------- | ------------------------- | ----------------------- | -------- | ----------- |
| 1998. október 14.   | Népstadion, Budapest         | előselejtező (7. csoport) | Magyarország–Románia    | 1 – 1    | 30 000      |
| 1999. március 31.   | Celtic Park Stadion, Glasgow | előselejtező (9. csoport) | Skócia–Csehország       | 1 – 2    | 44 513      |
| 1999. augusztus 18. | Red Star Stadion, Belgrád    | előselejtező (8. csoport) | Szerbia–Horvátország    | 0 – 0    | 48 282      |
| 1999. október 9.    | Luz Stadion, Lisszabon       | előselejtező (7. csoport) | Portugália–Magyarország | 3 – 0    | 65 000      |

###### Európa-bajnoki mérkőzés
A török–belga csoportmérkőzésen történelmi sportesemény volt, Nielsen sajnálatosan megsérült, combhúzódást szenvedett és a mérkőzés vezetését át kellett adnia a tartalék, a negyedik játékvezetőnek, Günter Benkö osztrák kollégájának.
| Időpont          | Helyszín                         | Mérkőzés típusa              | Mérkőzés            | Eredmény | Nézők száma |
| ---------------- | -------------------------------- | ---------------------------- | ------------------- | -------- | ----------- |
| 2000. június 12. | Maurice Dufrasne Stadion, Liège  | csoportmérkőzés (A. csoport) | Németország–Románia | 1 – 1    | 30 000      |
| 2000. június 19. | Baldvin király Stadion, Brüsszel | csoportmérkőzés (B. csoport) | Törökország–Belgium | 2 – 0    | 48 000      |

##### 2004-es labdarúgó-Európa-bajnokság

###### Selejtező mérkőzés
| Időpont           | Helyszín                     | Mérkőzés típusa           | Mérkőzés                | Eredmény | Nézők száma |
| ----------------- | ---------------------------- | ------------------------- | ----------------------- | -------- | ----------- |
| 2002. október 12. | Stade de France, Saint-Denis | előselejtező (1. csoport) | Franciaország–Szlovénia | 5 – 0    | 77 619      |
| 2003. március 29. | De Kiup Stadion, Rotterdam   | előselejtező (3. csoport) | Hollandia–Csehország    | 1 – 1    | 44 000      |

###### Európa-bajnoki mérkőzés
| Időpont          | Helyszín                             | Mérkőzés típusa              | Mérkőzés                   | Eredmény | Nézők száma |
| ---------------- | ------------------------------------ | ---------------------------- | -------------------------- | -------- | ----------- |
| 2004. június 17. | Dr. Magalhães Pessoa Stadion, Leiria | csoportmérkőzés (B. csoport) | Horvátország–Franciaország | 2 – 2    | 29 160      |
| 2004. június 23. | Városi Stadion, Braga                | csoportmérkőzés (D. csoport) | Hollandia–Lettország       | 3 – 0    | 27 904      |

#### Afrikai nemzetek kupája
Burkina Faso rendezte a 21., az 1998-as afrikai nemzetek kupája labdarúgó tornát, ahol a FIFA JB a CAF JB kérésére játékvezetőnek delegálta. Játékvezetői szolgálatával segítette az afrikai játékvezetők felkészítését.

##### 1998-as afrikai nemzetek kupája

###### Afrikai Nemzetek Kupája mérkőzés
| Időpont           | Helyszín                       | Mérkőzés típusa              | Mérkőzés              | Eredmény | Nézők száma |
| ----------------- | ------------------------------ | ---------------------------- | --------------------- | -------- | ----------- |
| 1998. február 13. | Városi Stadion, Bobo-Dioulasso | csoportmérkőzés (D. csoport) | Egyiptom–Zambia       | 4 – 0    | 5000        |
| 1998. február 17. | Városi Stadion, Ouagadougou    | csoportmérkőzés (D. csoport) | Marokkó–Egyiptom      | 1 – 0    | 500         |
| 1998. február 25. | Városi Stadion, Bobo-Dioulasso | egyik elődöntő               | Burkina Faso–Egyiptom | 0 – 2    | 40 000      |

#### Konföderációs kupa
Dél-Korea és Japán rendezte az 5., a 2001-es konföderációs kupa tornát, ahol a FIFA JB hivatalnokként foglalkoztatta.

##### 2001-es konföderációs kupa
| Időpont         | Helyszín                 | Mérkőzés típusa              | Mérkőzés       | Eredmény | Nézők száma |
| --------------- | ------------------------ | ---------------------------- | -------------- | -------- | ----------- |
| 2001. június 4. | Kashima Stadion, Ibaraki | csoportmérkőzés (B. csoport) | Brazília–Japán | 0 – 0    | 37 740      |

#### Nemzetközi kupamérkőzések
Vezetett Kupa-döntők száma: 3.

##### UEFA-szuperkupa
| Időpont           | Helyszín            | Mérkőzés típusa     | Mérkőzés                      | Eredmény | Nézők száma |
| ----------------- | ------------------- | ------------------- | ----------------------------- | -------- | ----------- |
| 1993. február 10. | Weserstadion, Bréma | döntő első mérkőzés | SV Werder Bremen–FC Barcelona | 1 – 1    | 22 098      |

##### UEFA-kupa
| Időpont           | Helyszín                   | Mérkőzés típusa     | Mérkőzés                                      | Eredmény | Nézők száma |
| ----------------- | -------------------------- | ------------------- | --------------------------------------------- | -------- | ----------- |
| 1994. április 26. | Ernst Happel Stadion, Bécs | döntő első mérkőzés | FC Red Bull Salzburg–FC Internazionale Milano | 0 – 1    | 47 500      |

##### UEFA-bajnokok ligája
Nielsen büszkélkedhet a legtöbb BL - fellépéssel, 52 összecsapást dirigált, ami FIFA csúcs. Az 50. játékvezető – az első dán – aki UEFA-bajnokok ligája döntőt vezetett.
| Időpont             | Helyszín                             | Mérkőzés típusa              | Mérkőzés                                | Eredmény | Nézők száma |
| ------------------- | ------------------------------------ | ---------------------------- | --------------------------------------- | -------- | ----------- |
| 1995. november 22.  | Üllői úti Stadion, Budapest          | csoportmérkőzés (D. csoport) | Ferencvárosi TC–Grasshopper Club Zürich | 3 – 3    | 38 000      |
| 2003. augusztus 13. | Népstadion, Budapest                 | előselejtező (3. forduló)    | MTK Budapest FC–Celtic FC               | 0 – 4    |             |
| 2004. május 26.     | Veltins-Arena Stadion, Gelsenkirchen | döntő                        | AS Monaco FC–FC Porto                   | 0 – 3    | 52 000      |

##### Interkontinentális kupa
| Időpont            | Helyszín                | Mérkőzés típusa | Mérkőzés                          | Eredmény | Nézők száma |
| ------------------ | ----------------------- | --------------- | --------------------------------- | -------- | ----------- |
| 2001. november 27. | Olimpiai Stadion, Tokió | döntő           | FC Bayern München–CA Boca Juniors | 1 – 0    | 51 360      |

## Szakmai sikerek
Az IFFHS (International Federation of Football History & Statistics) 1987-2011 évadokról tartott nemzetközi szavazásán 151, játékvezető besorolásával minden idők 3, legjobb bírójának rangsorolta. A 2008-as szavazáshoz képest egy pozíciót előbbre lépett.